# ТЕЦ Костшин
ТЕЦ Костшин — теплоелектроцентраль у центральній частині Польщі, за двадцять кілометрів на схід від Познані.
Розташований у Костшині целюлозно-паперовий комбінат, котрий наразі належить шведській компанії Arctic Paper, використовує власну теплоелектроцентраль. Станом на початок 2000-х років вона мала п'ять вугільних котлів — по одному типів OSR-32, OR-32, OKR-50, OKR40/50 та OR-50, введених в експлуатацію з 1950 по 1987 роки. Від них, зокрема, живились дві турбіни — вироблена у 1958-му шведською Stal Finspong типу DDM 55 потужністю 4,6 МВт (станційний номер TG-3) та постачена в 1969-му угорською Lang потужністю 12,1 МВт (номер TG-4).
У 2006-му та 2009-му під час модернізації запустили два турбоагрегати у складі газових турбін Mars 100 потужністю по 10,9 МВт та генераторів Leroy Somer. Відпрацьовані ними гази надходять у два постачені компанією Rentech котли-утилізатори, вироблена якими пара живить стару турбіну № 4. Таким чином, на станції створили парогазовий блок комбінованого циклу.
Під час зазначеної модернізації турбіну № 3 вивели з експлуатації, проте у 2009-му додали парову турбіну № 5 потужністю 6,5 МВт, постачену тією ж шведською Stal та сполучену з генератором вроцлавського заводу Dolmel.
Старі парові котли у 2006-му замінили на два нових виробництва Rentech та Standard Kessel, які працюють на мазуті та природному газі й здатні продукувати 65 та 33 тонн пари на годину відповідно.
Теплова потужність станції після модернізації становить 169 МВт.